# Assemblea de Catalunya
De Assemblea de Catalunya of in het Nederlands de Catalaanse Raad was een gemeenschappelijk anti-franquistisich platform dat de politieke en sociale verzetsbewegingen in Catalonië tegen de militaire dictator Francisco Franco verenigde van 1971 tot 1977.

## Een brede organisatie
Na het gewelddadige politieoptreden tijdens de Caputxinada in 1966 groeide de solidariteit binnen de bevolking en nam de oppositie tegen Franco erg toe. De clandestiene organisaties voelden de noodzaak voor meer samenwerking, maar deze werd erg bemoeilijkt door de alomtegenwoordigheid van de geheime politie en de Guardia Civil. De Catalaanse Raad werd op 7 november 1971 in de Nieuwe Sint-Augustinuskerk in de Raval (Barcelona) op initiatief van de Coordinadora de Forces Polítiques de Catalunya opgericht. Vrij snel zal de Raad de grote meerderheid van de (clandestiene) partijen, vakbonden en sociale organisaties van het land verenigen: van de rechtse democratische nationalisten tot extreem links, over de verschillende tendensen van het Catalaans nationalisme, zoals de groep rond Jordi Pujol i Soley, de Unió Democràtica de Catalunya (UDC), de independentisten van de Partit Socialista d'Alliberament Nacional (PSAN) en het Front Nacional de Catalunya (FNC), de socialistische Moviment Socialista de Catalunya (MSC) en de communistische Partit Socialista Unificat de Catalunya (PSUC), een aantal onafhankelijke intellectuelen en de progressieve vleugel van de katholieke kerk.
Geleidelijk sloten zich ook andere, niet echt politieke organisaties aan: culturele centra, trekkersverenigingen, buurtschappen, beroepsverenigingen… De organisatie werd wijdvertakt en kreeg een breed maatschappelijk draagvlak met onderafdelingen op comarcaal en lokaal vlak die samen naar vrijheid voor Catalonië streefden. Het werd numeriek de grootste verzetsorganisatie van het land.

## Programma
Het gemeenschappelijke eisenprogramma bestond uit vier punten:
1. Het herstel van de politieke en sociale vrijheden,
2. Amnestie voor de politieke gevangenen van de dictatuur
3. Het herstel van de autonomie van het Estatut de 1932 en de Catalaanse instellingen
4. Streven naar coördinatie met de democratische organisaties in de rest van de Spaanse staat.[3]

## Acties en opheffing
Tijdens de jaren 1970 was de Raad de belangrijkste organisatie in de strijd tegen de dictatuur. Ze organiseerde onder meer een hele reeks grote pacifistische bijeenkomsten waarin de belangrijkste in Ripoll (1972), Sant Cugat del Vallès i Vic (1973) die de Guardia Civil iedere keer weer uiteengedreven heeft. In 1973 werd een bijeenkomst van intellectuelen in Santa Maria Mitjancera door de Guardia Civil overvallen en werden de 113 deelnemers gevangengenomen, een feit dat de geschiedenis inging als de “Detenció dels 113".
De grootste mobilisatie vond plaats kort na de dood van Franco, op 1 en 8 februari 1976 in Barcelona en de eerste massale betoging met meer dan één miljoen deelnemers op de Elfde September die opkwamen voor de Catalaanse autonomie. De grootste actie werd de campagne Volem Estatut, vertaald: we willen een autonoom statuut in de aanloop na de eerste verkiezingen sedert 1936. Ondanks grote politieke meningsverschillen haalde de coalitie Entesa dels Catalans bij die verkiezingen van 15 juni 1977 15 senatoren. Na die verkiezingen werd besloten de Raad op te heffen. Een klein groepje dat het reformisme afwees bleef met schaars succes verder ageren voor een radicalere breuk. De taken van de Raad werden overgedragen aan de Raad van de Catalaanse verkozenen.
Op 30 april 2011 hebben 1500 deelnemers aan een congres besloten de Assemblea de Catalunya 2.0 op te richten, met als streefdoel een eigen onafhankelijke staat. Tot de sprekers hoorden onder meer Heribert Barrera i Costa, de hoogleraar Ferran Requejo, de filosoof Josep Maria Terricabras en Lluís Llach i Grande naast politici uit de linkse en groene partijen.

## Prominente leden en medewerkers
Enkele prominente activisten waren onder meer:
- Josep Benet i Morell
- Jordi Carbonell i de Ballester
- Miquel Sellarès
- Pere Portabella i Ràfols
- Felip Solé i Sabarís
- Carles Caussa i Mitjà
- Jordi Pujol i Soley
- Lluís Maria Xirinacs
- Agustí de Semir i Rovira
- Joan Colomines i Puig
- Raimon Obiols i Germà, politicus
- Joan Reventós i Carner
- Pere Portabella
- Miguel Sellares
- Antoni Gutiérrez Díaz
- Rafael Ribó
- Josep Andreu i Abelló, jurist en voorzitter van het Spaanse Hof van Cassatie
- Laia Berenguer i Puget, burgemeester van Sant Feliu de Codines
- Jordi Carbonell i de Ballester, politicus en filoloog
- Josep-Lluís Carod-Rovira, voorzitter van de Esquerra Republicana de Catalunya (ERC)
- Lluís Maria Xirinacs, pacifist,
- Fèlix Cucurull i Tey, schrijver, historicus en politicus